# Mittelmeer-Lippfisch
Der Mittelmeer-Lippfisch (Symphodus mediterraneus) ist eine Fischart, die im Mittelmeer und an der Küste des östlichen Atlantik von Marokko bis Portugal sowie bei den Azoren und Madeira vorkommt.

## Merkmale
Der Mittelmeer-Lippfisch erreicht eine Maximallänge von 18 bis 20 cm, die meisten Exemplare bleiben aber wesentlich kleiner. Jungtiere und Weibchen sind gelblich braun gefärbt und leicht marmoriert. Männchen sind meist kräftiger gefärbt und zeigen eine rötliche, rötlich braune, grünlichbraune oder bläulich braune Grundfärbung. An der Brustflossenbasis liegt ein schwarzer oder dunkelblauer Fleck mit gelbem Hinterrand. Ein weiterer schwarzer Fleck befindet sich auf dem oberen Bereich des Schwanzstiels. Während der Fortpflanzungszeit zeigen die Tiere blaue Punktreihen auf den Körperseiten und bekommen eine bläuliche Kehle.

## Lebensweise
Der Mittelmeer-Lippfisch lebt küstennah auf Seegraswiesen und in felsigen Arealen mit Algenbewuchs in Tiefen von einem bis 50 Metern. Er ernährt sich von Schnecken, Käferschnecken, Muscheln, Röhrenwürmern, Moostierchen und kleinen Seeigeln. Oft sieht man die Fische paarweise. Zur Laichzeit zwischen April und August baut das Männchen ein Nest aus Algen, das mit darüber gespucktem Sand befestigt wird. Der Laich wird vom Männchen beschützt und durch befächeln mit den Flossen mit sauerstoffreichem Wasser versorgt. Weibchen werden mit einer Länge von 9 cm und mit einem Alter von etwa zwei Jahren geschlechtsreif. Der beim Mittelmeer-Lippfisch wie bei vielen anderen Lippfischarten vorkommende Geschlechtswechsel findet im Alter von ca. 3 Jahren bei einer Länge von 12 cm statt. Die Lebenserwartung der Fische liegt bei etwa 8 Jahren.